# Demon Hunter
Demon Hunter (с англ. — «Охотник за демонами») — американская группа, играющая христианский метал, из Сиэтла, штат Вашингтон, основанная в 2000 году братьями Кларк — Доном и Райаном. Сейчас из них в группе остался только Райан, а Дон ушёл, чтобы уделять больше времени своей семье. К 2010 году группа продала около 1,5 миллиона альбомов. Группа известна тем, что смешивает в своей музыке ню-метал и металкор.

## История
Demon Hunter изначально были проектом, организованный братьями Кларк, которые ранее играли в группе «Training for Utopia», созданной под влиянием «Coalesce» и «Neurosis», а позже более экспериментальной. Впервые Demon Hunter появились на лейбле Solid State с треком «Through the Black» в феврале 2002 года,
а их дебютный одноимённый альбом вышел в октябре 2002 года. Райан и Дон написали все тексты к песням, записали гитарные партии, а также позвали барабанщика Джесси Спринкла из Poor Old Lu для записи барабанных партий.
В мае 2004 года группа выпускает второй альбом «Summer of Darkness» вместе с новым гитаристом Крисом Макэддоном. В 2005 году, группа возвращается в студию, в Вашингтон для записи альбома «The Tryptich». Спустя год, Demon Hunter отправляется в тур с христианскими группами — «Zao», «August Burns Red», «Becoming the Archetype» и «Spoken».

## Дискография
- Demon Hunter (2002)
- Summer of Darkness (2004)
- The Triptych (2005)
- Storm the Gates of Hell (2007)
- 45 days (2008) — live
- Live in Nashville (2009) — live
- The World Is a Thorn (2010)
- True Defiance (2012)
- Extremist (2014)
- Outlive (2017)
- War (2019)
- Peace (2019)
- Songs of Death and Resurrection (2021)
- Exile (2022)